# Кузеєво (Буздяцький район)
Кузе́єво (рос. Кузеево, башк. Күҙәй) — село у складі Буздяцького району Башкортостану, Росія. Адміністративний центр Кузеєвської сільської ради.
Населення — 492 особи (2010; 498 у 2002).
Національний склад:
- башкири — 57 %
- татари — 41 %